# Lijst van afleveringen van Flikken
Dit is een lijst van afleveringen van de Vlaamse televisieserie Flikken. De serie telt 10 seizoenen.

## Serieoverzicht
| Serie | Aantal afleveringen | Uitgezonden België | Uitgezonden Nederland | Scenario                                                                     |
| ----- | ------------------- | ------------------ | --------------------- | ---------------------------------------------------------------------------- |
| 1     | 13                  | 1999 - 2000        | 2001                  | Pierre De Clercq                                                             |
| 2     | 13                  | 2000 - 2001        | 2002                  | Pierre De Clercq                                                             |
| 3     | 13                  | 2001               | 2003                  | Pierre De Clercq (afl. 32 Wim Danckaert)                                     |
| 4     | 13                  | 2002               | 2004                  | Pierre De Clercq (afl. 43, 47, 49 Hilde Pallen)                              |
| 5     | 13                  | 2003               | 2005                  | Rik D'hiet, Hilde Pallen & Carl Joos                                         |
| 6     | 13                  | 2004               | 2006                  | Rik D'hiet, Hilde Pallen, Carl Joos, Geert Bouckaert & Frank de Bruyn        |
| 7     | 13                  | 2005 - 2006        | 2007                  | Charles De Weerdt, Rik D'hiet, Carl Joos, Johan Heselmans en Geert Bouckaert |
| 8     | 13                  | 2007               | 2008                  | Rik D'hiet                                                                   |
| 9     | 13                  | 2008               | 2011                  | Carl Joos (afl. 105 Pierre De Clercq, afl. 112 & 113 Charles De Weerdt)      |
| 10    | 10                  | 2009               | 2011                  | Pierre De Clercq, Carl Joos, Charles De Weerdt, Kees Vroege & Rik D'hiet     |

## Serie 1 (1999 - 2000)
We maken kennis met de Gentse flikken. Een filmfestival, een brand in een pittatent en een dode taxichauffeur zijn slechts drie van de dertien zaken die het team bezighouden dit seizoen. Britt moet haar plaats in het team verdienen en Ben en Selattin hebben allebei problemen met hun zus.
| Aflevering | Titel                  | Uitzenddatum België | Nr.  |  |
| --- | ---------------------- | ------------------- | ---- |  |
| 1 | Partners               | 17 oktober 1999     | 1.01 |  |
| Tony heeft in korte tijd voor de zoveelste keer samenwerkingsproblemen met haar mannelijke partner. Deprez geeft haar een laatste kans met een nieuwe vrouwelijke partner: Britt Michiels, kersvers van de rijkswacht. Het klikt niet tussen de twee, al leren ze elkaar langzaam aan beter appreciëren in een drugszaak.                                                       |                        |                     |      |  |
| 2 | Lijfwacht              | 24 oktober 1999     | 1.02 |  |
| In Gent vindt een filmfestival plaats. De belangrijke gasten moeten beveiligd worden. De eregast is Willeke van Ammelrooy, die bewaakt wordt door Pasmans en Jacobs. Bert Cosemans speelt een eenmalige rol als Patrick Livré een tandarts. Verder doet Herman Brusselmans een kleine cameo als taxiklant. De 2 partners leren maar al te goed dat niet alles is wat het lijkt. |                        |                     |      |  |
| 3 | Lopend vuur            | 31 oktober 1999     | 1.03 |  |
| Een pitatent brandt volledig uit. De Turkse eigenaar raakt ernstig gewond door zware verbrandingswonden. Het team krijgt de zware opdracht om uit te zoeken of dit een ongeluk was of een aanslag. |                        |                     |      |  |
| 4 | Dood spoor             | 7 november 1999     | 1.04 |  |
| Er wordt een dode taxichauffeur gevonden in de Gentse haven. |                        |                     |      |  |
| 5 | In dubio               | 14 november 1999    | 1.05 |  |
| Het Gentse stadhuis heeft last van graffitispuiters. Pasmans en Jacobs krijgen de opdracht. Het leidt tot een onverwachte uitkomst. De graffitispuiters zijn namelijk niet de gebruikelijk pubers. |                        |                     |      |  |
| 6 | Sloopwerk              | 21 november 1999    | 1.06 |  |
| Een kraakpand dient ontruimd te worden. De ontruiming loopt niet geheel vlekkeloos, waardoor de Dienst Intern Toezicht wordt ingeschakeld. |                        |                     |      |  |
| 7 | Ooggetuige             | 28 november 1999    | 1.07 |  |
| Een vermoorde man wordt gevonden. Vermoedelijk heeft hij een bezoekje gebracht aan een mannelijke prostitué. |                        |                     |      |  |
| 8 | Slagen en verwondingen | 5 december 1999     | 1.08 |  |
| Een vrouw raakt gewond. Britt en Tony onderzoeken de oorzaak. In eerste instantie vermoeden ze inbraak, maar later blijkt dat huiselijk geweld ook tot de mogelijke oorzaken van de verwondingen behoort. (Mathias Sercu speelt een eenmalige rol als Danny. De zoon van de gewonde vrouw).                                                                                     |                        |                     |      |  |
| 9 | Pickpocket             | 12 december 1999    | 1.09 |  |
| Gent krijgt te maken met een buitenlandse bende tasjesdieven. |                        |                     |      |  |
| 10 | Doodrijder             | 19 december 1999    | 1.10 |  |
| Een man wordt aangereden. De automobilist rijdt door en pleegt daarmee een vluchtmisdrijf. Later blijkt nog een bekende van het team slachtoffer te zijn geworden. |                        |                     |      |  |
| 11 | Schoolplicht           | 26 december 1999    | 1.11 |  |
| Een lerares heeft het lastig op haar werk met leerlingen. Dan verdwijnt ze plotseling. Ze wordt dood teruggevonden. Tony en Britt zoeken de zaak uit. (Karin Tanghe speelt een eenmalige rol als directrice van de school in kwestie). |                        |                     |      |  |
| 12 | Op voorschrift         | 2 januari 2000      | 1.12 |  |
| Een drugsverslaafd meisje overlijdt door verkeerd gebruik van de medicijnen. De medicijnen zijn op voorschrift gehaald bij dokter Mihriban, de zus van Selattin. Wat heeft zij hiermee te maken? |                        |                     |      |  |
| 13 | Volle maan             | 9 januari 2000      | 1.13 |  |
| Volle maan leidt tot vreemde situaties op het politiebureau. Welke gevolgen zal het hebben voor het team? Het team ondervindt aan levende lijve wat Volle Maan als effect heeft op Gent en inwoners. |                        |                     |      |  |

## Serie 2 (2000 - 2001)
De relaties binnen het team worden hevig heen en weer geschud wanneer er enkele foute liefdesaffaires ontstaan. Gooi daar nog enkele pikante zaken bij en het Gentse politiebureau staat weer in vuur en vlam.
| Aflevering | Titel                | Uitzenddatum België | Nr.  |  |
| --- | -------------------- | ------------------- | ---- |  |
| 14 | Gif                  | 15 oktober 2000     | 2.01 |  |
| Twee nieuwe agenten van het team worden gedood bij een controle van een bedrijfspand waar een stil alarm is afgegaan. |                      |                     |      |  |
| 15 | Scoren               | 22 oktober 2000     | 2.02 |  |
| Het team wordt ingezet om de beveiliging rond een risicowedstrijd van AA Gent te verzorgen. |                      |                     |      |  |
| 16 | Bonanza              | 29 oktober 2000     | 2.03 |  |
| Er wordt door Wilfried en Raymond een zaak van dertig jaar geleden heropend. Ze hebben hulp gekregen van een gepensioneerde agent. |                      |                     |      |  |
| 17 | Kind van de rekening | 5 november 2000     | 2.04 |  |
| Een kind wordt de dupe van ruziënde ouders. De ouders zijn gescheiden. De moeder weigert haar kind aan de vader af te staan. De hele situatie loopt uit de hand. |                      |                     |      |  |
| 18 | Hold-up              | 12 november 2000    | 2.05 |  |
| Tony raakt haar dienstwapen kwijt. In het centrum vindt een overval plaats op een veilinghuis. Hierbij blijkt het wapen van Tony gebruikt te zijn. |                      |                     |      |  |
| 19 | Steen des aanstoots  | 19 november 2000    | 2.06 |  |
| Een dode Pakistaanse vrouw wordt gevonden. Het wordt een lastige zaak waarin de westerse cultuur in botsing komt met de Pakistaanse. Tony en Britt hebben er een zware dobber aan, maar weten het op te lossen. |                      |                     |      |  |
| 20 | Moordschuld          | 26 november 2000    | 2.07 |  |
| Er wordt ingebroken bij een plantenkweker. Tegelijkertijd zijn er ook de Gentse Floraliën waar de kweker bij aanwezig wil zijn. Door de inbraak komt er lelijk de klad in zijn plannen voor deelname. |                      |                     |      |  |
| 21 | Dikke vrienden       | 3 december 2000     | 2.08 |  |
| Een bouwvakker is van de steigers gevallen. Het lijkt een ongeval, tot een tipgever zich bij het politiebureau meldt met interessante informatie. |                      |                     |      |  |
| 22 | Land van belofte     | 10 december 2000    | 2.09 |  |
| Kris speelt een rollenspel voor de politieschool. Hij heeft de hulp gevraagd van Britt. De hulp wordt door Britt net iets anders gegeven dan Kris bedacht had. |                      |                     |      |  |
| 23 | Gentse Feesten       | 17 december 2000    | 2.10 |  |
| Britt probeert een smerige zaak op te lossen, terwijl Kris zijn manschappen nodig heeft voor de Gentse Feesten. Het conflict heeft geen positieve uitwerking op de relatie tussen de twee. |                      |                     |      |  |
| 24 | Happy end            | 24 december 2000    | 2.11 |  |
| Een jongen wordt door een straatbende overvallen en beroofd. De volgende dag wordt een van de overvallers zwaar gewond aangetroffen in een park. Britt maakt Tony deelgenoot van haar twijfels: na wat met Dorien is gebeurd, denkt ze aan stoppen. Raymond, Selattin en Ben testen met Pasmans het nieuwe netwerk: A.S.T.R.I.D. uit. |                      |                     |      |  |
| 25 | Schone schijn        | 31 december 2000    | 2.12 |  |
| Door Gent loopt een man rond die ouderen oplicht door zich voor te doen als een betrouwbaar man in uniform. Ben en Selattin moeten met zijn tweeën de zaak zien op te lossen. |                      |                     |      |  |
| 26 | Stille nacht         | 7 januari 2001      | 2.13 |  |
| Het team moet werken op kerstavond. Kris informeert zijn team over een bende die al een aantal cafetaria's heeft overvallen. Hij is vastbesloten de bende in te rekenen. |                      |                     |      |  |

## Serie 3 (2001)
De persoonlijke queeste van Britt om de moordenaar van haar man te vinden houdt hoog tij dit seizoen. Intussen wedijveren Vanbruane en Kris voor de titel van commissaris. En wat is het geheim van Tony?
| Aflevering | Titel                   | Uitzenddatum België | Nr.  |  |
| --- | ----------------------- | ------------------- | ---- |  |
| 27 | Misbruik van vertrouwen | 2 september 2001    | 3.01 |  |
| Ze komen met zijn allen terug van vakantie. Deze vakantiestemming blijft volgens Kris te lang hangen. Hij is druk bezig met een drugsbende. |                         |                     |      |  |
| 28 | Sneeuwwitje             | 9 september 2001    | 3.02 |  |
| Pasmans werkt na een ongelukje achter de informatiebalie. Britt en Tony doen onderzoek naar een moord op een studente in een duur appartement. |                         |                     |      |  |
| 29 | Zonder domicilie        | 16 september 2001   | 3.03 |  |
| De nieuwe baas doet haar intrede. Er wordt een lijk van een zwerver gevonden en Pasmans baalt als hij doorkrijgt dat Raymond hem niet mist als partner. |                         |                     |      |  |
| 30 | Stoffelijke schade      | 23 september 2001   | 3.04 |  |
| Bij een wegcontrole in de nacht probeert een auto te vluchten. De afloop is fataal. De passagier is dood. Maar wie is zij? De bestuurder is gevlucht. |                         |                     |      |  |
| 31 | Thuis                   | 30 september 2001   | 3.05 |  |
| Een jongetje wordt betrapt bij een kleine diefstal. Er lijkt niets aan de hand te zijn. Totdat blijkt dat er thuis meer aan de hand is dan in eerste instantie leek. |                         |                     |      |  |
| 32 | Blinde hoek             | 14 oktober 2001     | 3.06 |  |
| Een chauffeur wordt zwaargewond naast zijn auto aantroffen midden in de woonwijk voor zijn huis op klaarlichte dag. De hele buurt weet van niets. |                         |                     |      |  |
| 33 | Horen en zien           | 21 oktober 2001     | 3.07 |  |
| Een crimineel weet vóór zijn berechting uit het gerechtshof te ontsnappen. Raymond weet meer van de crimineel en probeert de zaak te bemachtigen ten koste van de Federale politie. |                         |                     |      |  |
| 34 | Trouw                   | 28 oktober 2001     | 3.08 |  |
| Een zakenman wordt 's morgens bij vertrek vanuit zijn appartement overvallen door twee carjackers. De carjackers slagen niet en een voorbijganger die tussenbeide probeerde te komen komt zwaargewond in het ziekenhuis terecht. (Maarten Bosmans speelt een rol als Gerrit, een carjacker. Bosmans zou later de rol van Bruno Soetaert op zich nemen.) |                         |                     |      |  |
| 35 | Vermist                 | 4 november 2001     | 3.09 |  |
| Raymond en Pasmans krijgen van Vanbruane een zaak van inbrekers die inbreken wanneer de bewoners een begrafenis bezoeken. De inbrekers gebruiken hiervoor de rouwadvertenties uit de krant. |                         |                     |      |  |
| 36 | Wapenbezit              | 11 november 2001    | 3.10 |  |
| Ben is genoodzaakt te schieten wanneer ze twee overvallers op heterdaad betrappen. De overvaller overlijdt, maar bij zijn lichaam wordt geen wapen gevonden. |                         |                     |      |  |
| 37 | Losgeld                 | 18 november 2001    | 3.11 |  |
| In het bos vindt een ontvoering plaats. Een jogster is onbedoeld getuige. De bus wordt snel teruggevonden met een man erin. Maar is de zaak nu opgelost? |                         |                     |      |  |
| 38 | Corrupt                 | 25 november 2001    | 3.12 |  |
| Een juwelier wordt overvallen. De overvaller kust de juwelier intens op de mond. De buit is spoorloos, maar later wordt de vermoedelijke dader gevonden. |                         |                     |      |  |
| 39 | Luther                  | 2 december 2001     | 3.13 |  |
| Britt wordt als weduwe na zoveel jaar duidelijk door wie en waarom haar man vermoord is. Een goede kennis en Vanbruane hebben ermee te maken. Tony tast volledig in het duister wat er met haar collega aan de hand is en probeert dit te achterhalen.                                                                                                  |                         |                     |      |  |

## Serie 4 (2002)
Een Oost-Europese familie houdt het team in de tang. Britt leert niet enkel advocaat Johan kennen, maar ook het hoofd van de criminele familie: Roman Dashi. Bruno, Sofie en Nick doen hun intrede en meteen ontstaan er vonken.
| Aflevering | Titel            | Uitzenddatum België | Nr.  |  |
| --- | ---------------- | ------------------- | ---- |  |
| 40 | Vluchtmisdrijf   | 1 september 2002    | 4.01 |  |
| Een moeder wordt aangereden terwijl het zoontje het allemaal ziet gebeuren. Britt maakt het haar nieuwe partner Wilfried Pasmans niet gemakkelijk in afwachting van de terugkeer van Tony's zwangerschapsverlof.                                                                         |                  |                     |      |  |
| 41 | Joyrider         | 8 september 2002    | 4.02 |  |
| Vanneste krijgt een nieuwe partner. Tony komt niet meer terug van zwangerschapsverlof en dus zal Britt zich aan de werkelijkheid van een andere partner aan moeten passen. |                  |                     |      |  |
| 42 | Hug drug         | 15 september 2002   | 4.03 |  |
| Na een goed feestje van het commissariaat blijkt er wat gebeurd te zijn tussen Vanneste en Vanbruane. Dit leidt tot interessante gespreksstof onder de collega's. Britt en Pasmans moeten een verdwenen studente zien op te sporen.                                                      |                  |                     |      |  |
| 43 | Trafiek          | 22 september 2002   | 4.04 |  |
| Vanneste geeft een afscheidsfeetje. Nog voordat de nieuw collega van Bruno gearriveerd is maakt het team op luidruchtige wijze kennis met een van de vriendinnen. |                  |                     |      |  |
| 44 | Liana            | 29 september 2002   | 4.05 |  |
| Er wordt een lijk langs de autoweg gevonden. Raymond neemt voor een bepaalde tijd de taken van Vanbruane waar zolang zij op vakantie is. Britt maakt kennis met de advocaat Johan Van Lancker. Van Lancker verdedigt de rechten van een hooggeplaatste cliënt.                           |                  |                     |      |  |
| 45 | Roof             | 6 oktober 2002      | 4.06 |  |
| Er vindt een bankroof plaats waarvan Raymond getuige is terwijl zijn kleinzoon Jonas op de achterbank in de auto zit. Raymond besluit naar binnen te gaan wanneer hij schoten hoort. De overvallers vluchten vervolgens naar buiten en nemen Raymonds auto met kleinzoon als vluchtauto. |                  |                     |      |  |
| 46 | Verdwaalde kogel | 13 oktober 2002     | 4.07 |  |
| Britt maakt kennis met weer een nieuw partner genaamd Sofie Beeckman. Pasmans gaat daarom weer met Raymond werken. Britt en Sofie worden op een zaak gezet waarbij een scholier getroffen wordt door een verdwaalde kogel.                                                               |                  |                     |      |  |
| 47 | Getipt           | 20 oktober 2002     | 4.08 |  |
| Britt en Sofie moeten tot hun verdriet een dag doorbrengen met huisjesmelker Taverniers. Taverniers vermoedt dat een van zijn huurders met criminele praktijken bezig is. |                  |                     |      |  |
| 48 | Bloedgeld        | 27 oktober 2002     | 4.09 |  |
| Van Lancker tipt Britt over een advocate die naar zijn vermoedens in problemen verkeert. De advocate ontkent. Een dag later is het te laat en is ontkennen in meerdere opzichten onmogelijk geworden.                                                                                    |                  |                     |      |  |
| 49 | Snoepgoed        | 3 november 2002     | 4.10 |  |
| Een kleine jongen eet snoep. Even later wordt hij opgenomen in het ziekenhuis met een overdosis drugs in zijn bloed. Britt en Sofie hebben geen enkel idee wat hiervan de oorzaak is. Later blijkt de oudere broer bij het verhaal betrokken te zijn.                                    |                  |                     |      |  |
| 50 | K                | 10 november 2002    | 4.11 |  |
| Raymond en Pasmans hebben een ernstig auto-incident. Ze blijven ongedeerd. Dienst Intern Toezicht stelt wel een onderzoek in naar de oorzaak. |                  |                     |      |  |
| 51 | Selina           | 17 november 2002    | 4.12 |  |
| De hooggeplaatste cliënt van Van Lancker zit inmiddels achter de tralies. Nu vreest hij echter voor het leven van zijn dochter Selina. Het auto-incident heeft waarschijnlijk zware gevolgen voor Pasmans. Wanneer Raymond dit door krijgt gaat hij maar eens met Merel praten.          |                  |                     |      |  |
| 52 | Vaarwel          | 24 november 2002    | 4.13 |  |
| Het leven van Selina was inderdaad niet veilig. De client Roman Dashi van Van Lancker wil graag zijn dochter nog eenmaal zien. Dit loopt echter volledig uit de hand. |                  |                     |      |  |

## Serie 5 (2003)
Als Sofie tijdens een moeilijke zaak sterft valt het team uit elkaar. Nick laat zich gaan en Britt zet een professionele stap terug. Gelukkig is John Nauwelaerts er...maar wie is hij echt? Misschien weet Bruno 'Nauwelaerts' meer?
| Aflevering | Titel                | Uitzenddatum België | Nr.  |  |
| --- | -------------------- | ------------------- | ---- |  |
| 53 | Onkwetsbaar          | 31 augustus 2003    | 5.01 |  |
| Britt wordt beëdigd als commissaris. Ze moet onder lastige omstandigheden beginnen aan haar nieuwe functie in haar team. |                      |                     |      |  |
| 54 | Spoorloos            | 7 september 2003    | 5.02 |  |
| Na een overval op een tuincentrum wordt de vrouw van de eigenaar gewelddadig meegenomen. Het team krijgt de opdracht de vrouw zo snel mogelijk terug te vinden. Vanwege het koude weer zijn de overlevingskansen van de vrouw niet bijzonder groot.                                                                  |                      |                     |      |  |
| 55 | Stinker              | 14 september 2003   | 5.03 |  |
| Raymond en Pasmans vinden een aangevreten lijk in een rijtjeshuis. Merel en Sofie zetten het onderzoek in de zaak van het tuincentrum voort. |                      |                     |      |  |
| 56 | Coma                 | 21 september 2003   | 5.04 |  |
| De overvallers van het tuincentrum hebben nogmaals toegeslagen terwijl Sofie hen op heterdaad betrapte. De overvallers verwonden Sofie levensgevaarlijk. Nick waakt in het ziekenhuis bij Sofie die in coma ligt. |                      |                     |      |  |
| 57 | Sofie                | 28 september 2003   | 5.05 |  |
| Sofie overleeft haar verwondingen niet en sterft. Nick is er kapot van en verliest zijn professionaliteit. Britt wil hem zijn fouten niet aanrekenen en neemt de verantwoording en dient haar ontslag in. |                      |                     |      |  |
| 58 | Sporen               | 5 oktober 2003      | 5.06 |  |
| Een vrouw wordt verkracht. Ze wil graag door vrouwelijke agenten geholpen worden en dus worden Britt en Merel op de zaak gezet door de nieuwe commissaris en stiefvader van Bruno John Nauwelaerts. |                      |                     |      |  |
| 59 | Lucas Bukas          | 12 oktober 2003     | 5.07 |  |
| In de gevangenis sterft een man aan drugs. Voor het oplossen van de zaak moeten Britt en Merel een geestelijk beperkte gevangene Lucas verhoren om de zaak op te lossen. Tijdens het onderzoek komen ze erachter dat Lucas zwaar onder zijn gevangenisleven lijdt.                                                   |                      |                     |      |  |
| 60 | Kassa                | 19 oktober 2003     | 5.08 |  |
| Terwijl Pasmans en zijn nieuwe liefde Dominique op weg zijn naar Parijs voor een stedentrip zijn ze getuige van een aanrijding met vluchtmisdrijf. Pasmans laat zijn werk voorgaan en probeert de schuldige op te sporen.                                                                                            |                      |                     |      |  |
| 61 | Uit de doden         | 26 oktober 2003     | 5.09 |  |
| Er wordt een schedel gevonden op een illegale stort. Het team probeert het slachtoffer en de dader te achterhalen. Uiteindelijk weten ze de nabestaanden en de dader op te sporen. |                      |                     |      |  |
| 62 | Kunst                | 2 november 2003     | 5.10 |  |
| Nick moet zich bewijzen als undercoveragent om zijn plek in het team terug te krijgen na zijn professionaliteitsfout naar aanleiding van de dood van Sofie. Als undercoveragent moet hij een kunstbende zien op te rollen.                                                                                           |                      |                     |      |  |
| 63 | Brugbeek             | 9 november 2003     | 5.11 |  |
| Een aardbeienkweker wordt 's morgens vroeg betrapt met het lijk van zijn eigen vader. Britt en Merel moeten de aanleiding van de tragische dood zien te achterhalen wanneer blijkt dat het hier niet om een ongeluk gaat. (Pascale Michiels speelt een rol als Roos Diepenbeek, de vriendin van de aardbeienkweker). |                      |                     |      |  |
| 64 | Aan de waterkant (1) | 16 november 2003    | 5.12 |  |
| Bij een roeiclub verdwijnt roeister Stéphanie van vijftien jaar. Eerst wordt nog gedacht aan een van huis weggelopen puber. Later vinden ze aanwijzingen die een minder gunstig vermoeden wekken. |                      |                     |      |  |
| 65 | Aan de waterkant (2) | 23 november 2003    | 5.13 |  |
| Het team zet de zoektocht voort naar Stéphanie. Zowel de vader als de roeitrainer willen niet erg meewerken. Met de zieke moeder van Bruno gaat het ook steeds slechter. Om beurten met John houdt hij de wacht bij het bed van zijn moeder.                                                                         |                      |                     |      |  |

## Serie 6 (2004)
Zal de komst van de Nederlandse profiler Robert Nieuwman hulp bieden…of valt het team volledig in een zwart gat door een beruchte moordenaar die het munt op mensen met een handicap? Britt moet intussen afrekenen met een gezinscrisis.
| Aflevering | Titel              | Uitzenddatum België | Nr.  |  |
| --- | ------------------ | ------------------- | ---- |  |
| 66 | Oorlog             | 5 september 2004    | 6.01 |  |
| Het team doet een grote drugsvangst. Wanneer ze dit willen vieren eist de rechtmatige criminele eigenaar zijn eigendom op. |                    |                     |      |  |
| 67 | In het duister     | 12 september 2004   | 6.02 |  |
| Profiler Robert Nieuwman verschijnt op het toneel wanneer hij lucht krijgt van een moord in Gent die gelijkenissen vertoont met drie eerder gepleegde moorden in Nederland. Het slachtoffer is een blinde jonge vrouw genaamd Caroline Heymans.                                                                                            |                    |                     |      |  |
| 68 | Wolf               | 19 september 2004   | 6.03 |  |
| In zaak van Caroline Heymans wordt kleine vooruitgang geboekt door Britt en Robert. Op persoonlijk niveau normaliseert de werkrelatie. |                    |                     |      |  |
| 69 | Geflikt            | 26 september 2004   | 6.04 |  |
| Britt en Robert verhoren het enige bekende overlevende slachtoffer van de seriemoordenaar in Brussel. Daarnaast wordt ook een zaak opgelost van een overval op een truck met smokkelwaar. |                    |                     |      |  |
| 70 | Solfer             | 3 oktober 2004      | 6.05 |  |
| De zaak van de seriemoordenaar lijkt voorspoedig te verlopen, tot Britt thuis problemen krijgt. De problemen laat ze helaas niet thuis, waardoor de zaak gevaar loopt te mislukken. |                    |                     |      |  |
| 71 | De getuige         | 10 oktober 2004     | 6.06 |  |
| Bruno wint de loterij en Nick denkt mee te delen in de winst. Het team moet op zoek naar een anonieme getuige om een zaak van een verdwenen prostituee op te lossen. |                    |                     |      |  |
| 72 | Den Bok            | 17 oktober 2004     | 6.07 |  |
| Pasmans ziet een oude turnleraar terug. Deze is slachtoffer geworden en heeft daar steekwonden aan overgehouden. Over hoe en wie deze veroorzaakt heeft doet de leraar erg geheimzinnig. (Karin Tanghe speelt een eenmalige rol als vrouw van de leraar).                                                                                  |                    |                     |      |  |
| 73 | Rook               | 24 oktober 2004     | 6.08 |  |
| Merel heeft een liefdesaffaire met Tommy Desmit. Tommy blijkt getrouwd te zijn met collega Winters. Winters vermoedt een buitenechtelijke relatie van haar man. Dat deze relatie tussen Merel en Tommy is, daar heeft zij geen enkel vermoeden van. Bruno is op jacht naar zijn gestolen auto, die hij heeft gekocht van zijn loterijgeld. |                    |                     |      |  |
| 74 | Stof               | 31 oktober 2004     | 6.09 |  |
| John wordt met een oude zaak geconfronteerd wanneer Patsy vrij komt na dertien jaar gevangenschap. Destijds werd Patsy veroordeeld voor de moord op haar man. Nu zij zelf ook vermoord wordt na haar vrijlating, begint John te twijfelen aan zijn beslissingen van dertien jaar terug.                                                    |                    |                     |      |  |
| 75 | De verbrande vrouw | 7 november 2004     | 6.10 |  |
| De spanning tussen Merel en Winter staat op ontploffen. Een verbrande vrouw wordt voor het AZ Sint Lucas ziekenhuis uit de auto gegooid. Ze wil nog haar kinderen zien maar niemand heeft enig idee wie de vrouw is en wie haar kinderen zijn.                                                                                             |                    |                     |      |  |
| 76 | De Vikings         | 14 november 2004    | 6.11 |  |
| Een motorclub slaat in een café de boel kort en klein. Binnen de club hebben weinig leden zin om een bekentenis af te leggen. |                    |                     |      |  |
| 77 | Kwelling           | 21 november 2004    | 6.12 |  |
| Er wordt vermoedelijk nog een slachtoffer gemaakt door de seriemoordenaar Luc Feiremans. Het probleem is alleen dat Luc al vastzit. Zijn advocaat beweert nu bij hoog en laag dat Luc onterecht vastzit. |                    |                     |      |  |
| 78 | Verlossing         | 28 november 2004    | 6.13 |  |
| Britt en Robert hebben Feiremans bijna te pakken. De rest van het team blijft in de zaak ook andere sporen onderzoeken. Pasmans oppert in dit onderzoek de gevoelige theorie dat Robert zelf ook de dader kan zijn. |                    |                     |      |  |

## Serie 7 (2005 - 2006)
Er wordt een schot gelost en de verdachte is iemand uit eigen rang. Merel en Winter ontdekten intussen dat ze dezelfde man delen…maar welke sinistere plannen heeft hij met hen? Britt stopt...maar niet voor ze zich heeft vastgebeten in een laatste zaak. Tina komt erbij...maar of dat zo'n goed plan is? Merel wordt slachtoffer van stalking en ongewild raakt het ganse team erbij betrokken...
| Aflevering | Titel               | Uitzenddatum België | Nr.  |  |
| --- | ------------------- | ------------------- | ---- |  |
| 79 | Johan               | 20 november 2005    | 7.01 |  |
| De openingsavond van de wielrenzesdaagse in 'Het Kuipke'. De Gentse flikken staan paraat om zakkenrollers te onderscheppen en de orde te handhaven. De schietpartij op de parking kunnen ze niet vermijden. Het slachtoffer is een bekende en sporen leiden naar een verdachte in eigen rangen. |                     |                     |      |  |
| 80 | Martin Dunn blues   | 27 november 2005    | 7.02 |  |
| Britt ligt op rampkoers met Van Reeth van de federale politie. Ze slaat voor hem op de vlucht. Beiden zijn ze op zoek naar Martin Dunn. Er waait een nieuwe wind binnen met de naam van Tina Demeester, een nogal excentrieke verschijning met ongewone gewoontes. Zij is de nieuwe kracht in het team, en de nieuwe partner van Merel Vanneste. Of iedereen daar zo opgezet mee is, is een andere vraag... |                     |                     |      |  |
| 81 | Ademloos            | 4 december 2005     | 7.03 |  |
| Voor Britt begint het er steeds slechter uit te zien. Ze komt opgesloten te zitten in een luchtdichte container vol met Oost-Europese vluchtelingen. Er is nog één kans om gered te worden. |                     |                     |      |  |
| 82 | Nog één keer winnen | 11 december 2005    | 7.04 |  |
| Een bejaarde vrouw wordt doodgevroren gevonden in een bushokje. Bruno ontmoet Maaike. Ze is een collega van Mihriban. Maaike ziet Bruno wel zitten, maar wederzijds is dit niet. |                     |                     |      |  |
| 83 | Stop                | 18 december 2005    | 7.05 |  |
| Het is een van de laatste werkdagen van Britt. Een vrouw doet aangifte van verkrachting. Bij de aangifte vertelt ze niet dat ze een prostituee is. De vermoedelijke dader is een bekende van Nick. |                     |                     |      |  |
| 84 | Groen               | 25 december 2005    | 7.06 |  |
| Een milieuactiegroep verzet zich tegen het besluit van de rechter en bezet een toekomstig bouwterrein. John krijgt van hogerhand de opdracht het schoon te vegen. John voorziet problemen bij het schoonvegen, omdat de actievoeders zich in boomhutten hebben teruggetrokken. |                     |                     |      |  |
| 85 | Big Brother         | 1 januari 2006      | 7.07 |  |
| Winter ontzegt Tommy het contact met zijn dochtertje. Merel twijfelt, maar laat zich steeds meer leiden door de verhalen van Tommy. |                     |                     |      |  |
| 86 | Hart van steen      | 8 januari 2006      | 7.08 |  |
| Twee jongens begaan een misdaad op een bejaard echtpaar. Raymond komt voor een lastige dilemma te staan wanneer hij ontdekt dat zijn eigen zoon niet zuiver op de graad is. Moet hij zijn eigen zoon aangeven of niet? |                     |                     |      |  |
| 87 | Moederskind         | 15 januari 2006     | 7.09 |  |
| Wat onschuldig lijkt loopt slechter af dan verwacht. Een kind raakt zijn moeder kwijt in het zwembad. Merel moet tot andere inzichten komen in haar relatie tot Tommy. |                     |                     |      |  |
| 88 | Game, set and match | 22 januari 2006     | 7.10 |  |
| Een jonge talentvolle tennisspeler beëindigt op ongelukkig wijze een training. Na aankomst in het ziekenhuis weigert hij behandeling en vlucht hij. |                     |                     |      |  |
| 89 | Zwart               | 29 januari 2006     | 7.11 |  |
| Dominique en Pasmans willen hun nieuwe huis verbouwen. Dominique heeft hiervoor een Pool ingehuurd. Pasmans is het hier niet mee eens als plichtsgetrouwe agent. Op een vervelende manier blijkt hij gelijk te krijgen. Tommy begint voor zichzelf en voor Merel steeds meer problemen te veroorzaken als oud-lid van Speciale Eenheden.                                                                    |                     |                     |      |  |
| 90 | Tommy               | 5 februari 2006     | 7.12 |  |
| In een wanhoopsdaad ontvoert Tommy op gewelddadige wijze zijn dochtertje uit het huis van Winter. Het team neemt contact op met een psychotherapeut van de federale politie bij wie Tommy een tijdje heeft gelopen. Merel komt hierdoor tot een aantal onprettige ontdekkingen. |                     |                     |      |  |
| 91 | Lola                | 12 februari 2006    | 7.13 |  |
| Het dochtertje Lola van Tommy en Winter is nog altijd spoorloos, net als de vader zelf. Het team is met volle kracht bezig het kleine kindje en Tommy levend terug te vinden. De uitkomst van de zaak heeft zeer negatieve gevolgen voor twee leden van het team. |                     |                     |      |  |

## Serie 8 (2007)
De Gentse flikken staan voor de moeilijkste, grootste zaak in jaren. Terwijl Tina en Merel het team verlaten en Nick sterft, komen Emma, Cat en Michiel er geleidelijk aan bij. John staat voor de grootste beproeving in zijn leven met de moeilijke zaak...en dan wordt Bruno plots vermist. John start een zoektocht naar zijn zoon waarbij hij niets of niemand ontziet...ook zichzelf niet.
| Aflevering | Titel             | Uitzenddatum België | Nr.  |  |
| --- | ----------------- | ------------------- | ---- |  |
| 92 | Rendez-vous       | 4 februari 2007     | 8.01 |  |
| Pasmans wordt gepromoveerd tot hoofdinspecteur. Op een Rendez-vous parkeerplaats vindt een aantal onverklaarbare diefstallen plaats. Pasmans werpt zich op zaak. Het team is nog emotioneel bezig met de verwerking van het drama van Nick en Merel heeft het zwaar met de gebeurtenissen naar aanleiding van Tommy. |                   |                     |      |  |
| 93 | Op z'n Tina's     | 11 februari 2007    | 8.02 |  |
| Op de Rendez-vous parkeerplaats blijkt veel meer aan de hand te zijn. De samenwerking tussen Merel en Tina laat veel te wensen over door de slechte toestand waarin Merel verkeert. De problemen met Tommy kan ze niet goed verwerken. Tina heeft een verhouding met een informant. Emma komt hierachter en ziet zichzelf gedwongen dit te melden. |                   |                     |      |  |
| 94 | Afscheid          | 18 februari 2007    | 8.03 |  |
| De problemen rond de parkeerplaats lijken veel groter te zijn dan alleen daar. De Barracudabende zit er achter. Tina draagt de gevolgen van haar affaire en moet afscheid nemen. Merel lijkt de weg teruggevonden te hebben, maar trekt ook haar conclusie en maakt er ook een einde aan. Emma komt de plaats Tina overnemen. |                   |                     |      |  |
| 95 | Gilbert en George | 25 februari 2007    | 8.04 |  |
| Er wordt door het team ontdekt dat de Barracudabende in verband staat met een vastgoedmaatschappij: Immoportus. Immoportus heeft grootse plannen met een volkswijk aan de grens van de Gentse haven. Om de plannen te realiseren wordt het niet al te nauw genomen met de wet. Raymond denkt dat Lidy, die aan de Spaanse kust verblijft de relatie tussen hem en Carla eindelijk accepteert.                                                         |                   |                     |      |  |
| 96 | Grote kuis        | 3 maart 2007        | 8.05 |  |
| Een meisje als getuige van de bende wordt geprobeerd uit de weg te ruimen door de advocaat Davina Lansknecht van Immoportus. Gilbert Remmery die getuige is van de illegale praktijken in de volkswijk lijkt dan toch bereid te getuigen. Bij Immoportus kunnen ze dit minder waarderen. De hond van Gilbert moet dit met zijn leven bekopen. |                   |                     |      |  |
| 97 | Code T1           | 10 maart 2007       | 8.06 |  |
| Het meisje Céleste Mombaerts wordt kroongetuige, maar overleeft zij de gedwongen overdosis van paracetamol wel? Om te overleven heeft ze een levertransplantatie nodig. Pasmans komt in contact met een geïnteresseerde journalist. Het is een knappe mannelijke journalist die ook de indruk wekt homoseksueel te zijn. Raymond maakt hier onschuldige grapjes over tegen Pasmans. Bruno komt niet op zijn werk verschijnen en is nergens te vinden. |                   |                     |      |  |
| 98 | Code rood         | 17 maart 2007       | 8.07 |  |
| Bruno is nog steeds spoorloos en wordt officieel geseind. Er zijn weinig aanwijzingen, maar die wijzen erop dat zijn verdwijning waarschijnlijk een bewuste zet was. Emma komt met het eerste harde bewijs tegen de advocaat Lansknecht. De relatie tussen de journalist Mortelmans en Pasmans krijgt ook een onverwachte wending. |                   |                     |      |  |
| 99 | Verraad           | 24 maart 2007       | 8.08 |  |
| John is druk bezig zijn stiefzoon terug te vinden. Bruno heeft de laatste dagen voor zijn verdwijning zijn naam veranderd van Soetaert naar Nauwelaerts. Er wordt ook een student, David Caron, opgepakt die verdere verduidelijking schept in het onderzoek voor het team in ruil voor anonimiteit. |                   |                     |      |  |
| 100 | 100 kilo          | 31 maart 2007       | 8.09 |  |
| Mortelmans komt met een nog niet gepubliceerd artikel dat er corruptie binnen het team is. Hij verdenkt John van de corruptie. Mortelmans heeft zo zijn bronnen. Het team probeert deze te achterhalen. Het blijkt een bekende die uit is op wraak. |                   |                     |      |  |
| 101 | Geruchten         | 8 april 2007        | 8.10 |  |
| Het team wordt van de zaak rond de Barracudabende en Immoportus gehaald omdat het boven hun pet groeit als lokale politie. Met lede ogen wordt toegekeken hoe de federale politie met hun dossier aan de haal gaat. John moet tijdelijk de leiding afstaan. Pasmans neemt zijn taken waar als ad interim en probeert opnieuw toch het initiatief in de Barracudazaak terug te trekken naar het lokale Gentse team.                                    |                   |                     |      |  |
| 102 | Rat               | 15 april 2007       | 8.11 |  |
| De anonieme verklaring van Caron komt hem duur te staan. Pasmans komt in aanvaring met Vanbruane. Ze bekleedt nu de functie als commissaris bij de federale politie. John moet tussenbeide komen om orde op zaken te stellen. Nogmaals komt er een interessant feit over Lansknecht bovendrijven. Het net om de bende begint zich steeds verder te sluiten.                                                                                           |                   |                     |      |  |
| 103 | JLD               | 22 april 2007       | 8.12 |  |
| John neemt definitief de leiding van Pasmans weer over. De zoektocht naar Bruno gaat door en er wordt inmiddels onderhandeld met de gijzelaars. Probleem is wel dat ze niet kunnen garanderen dat Bruno nog leeft. |                   |                     |      |  |
| 104 | De Barracuda      | 29 april 2007       | 8.13 |  |
| De tijd dringt om het leven van Bruno te redden. In het onderzoek naar de Barracudabende en Immoportus worden de laatste eindjes aan elkaar geknoopt. De verbanden tussen beide organisaties worden duidelijk. |                   |                     |      |  |

## Serie 9 (2008)
Cat zoekt hulp in de slechtst denkbare armen…en moet hier de prijs voor betalen. Ook John wordt op privévlak niet gespaard...maar vindt toch een nieuwe liefde. En Michiel's verzopen vader duikt na jaren plots weer op. Pasmans beleeft het vreemdste avontuur uit zijn leven. En kiezen voor een carrière of voor een gezin? De hamvraag voor dit seizoen…
| Aflevering | Titel                        | Uitzenddatum België | Nr.  |  |
| --- | ---------------------------- | ------------------- | ---- |  |
| 105 | Ondergravers (1)             | 9 maart 2008        | 9.01 |  |
| In de zoektocht naar de mensen achter een smokkelbende van nepsigaretten komt het team in aanvaring met de federale politie. In de samenwerking die volgt wordt Cat gekoppeld aan een undercoveragent van de federale.                                                                          |                              |                     |      |  |
| 106 | Ondergravers (2)             | 16 maart 2008       | 9.02 |  |
| Cat en de undercoveragent hebben een nacht met de bende doorgebracht. De volgende morgen wordt Cat toegetakeld teruggevonden. Over de toedracht laat ze weinig los. De agent van de federale is spoorloos verdwenen.                                                                            |                              |                     |      |  |
| 107 | Van de doden niets dan goeds | 23 maart 2008       | 9.03 |  |
| Een man wordt vermoord in zijn badkuip gevonden. Tijdens het onderzoek kan het team geen enkele aanleiding vinden om de man te vermoorden. Zelfs zijn ex heeft geen slechte opmerkingen over de man.                                                                                            |                              |                     |      |  |
| 108 | Gratuit geweld (1)           | 30 maart 2008       | 9.04 |  |
| Een eetcafé wordt op gewelddadige wijze overvallen. De buit valt tegen. De gasten van het café vermoeden dat het criminelen uit het voormalige Oostblok zijn. Uit het onderzoek blijkt dat daar geen enkele aanleiding voor is. John begint te vermoeden dat er iets verzwegen wordt.           |                              |                     |      |  |
| 109 | Gratuit geweld (2)           | 6 april 2008        | 9.05 |  |
| Een van de gasten wordt nu ook thuis op gewelddadige wijze lastiggevallen. Het onderzoek brengt nog meer niet verwachte inzichten aan het licht. De verkrachte bedienster Mira verzwijgt bijvoorbeeld haar relatie met de getrouwde eigenaar.                                                   |                              |                     |      |  |
| 110 | Toprendement (1)             | 13 april 2008       | 9.06 |  |
| Een bevriende beleggingmakelaar van John onderneemt een zelfmoordpoging. Die mislukt doordat zijn vrouw onverwacht thuis komt. De volgende morgen is de man verdwenen. Zijn vrouw meldt dit bij John. John draagt de zaak over aan Pasmans vanwege zijn vriendschappelijke relatie.             |                              |                     |      |  |
| 111 | Toprendement (2)             | 20 april 2008       | 9.07 |  |
| De beleggingmakelaar blijkt ontvoerd te zijn. Dan komt de aap uit de mouw dat de makelaar in zware financiële problemen verkeerde. Dit heeft zo ook zijn gevolgen voor John die ook bij zijn vriend een investering had gedaan.                                                                 |                              |                     |      |  |
| 112 | Water en vuur (1)            | 27 april 2008       | 9.08 |  |
| Een 23-jarige eigenaar van een vastgoedkantoor is vastgebonden op een stoel in brand gezet. De dader wordt gezocht door het team binnen rijkeluisvriendjes van hem. Totdat ook een zwerver wordt gevonden die op dezelfde wijze is verbrand.                                                    |                              |                     |      |  |
| 113 | Water en vuur (2)            | 4 mei 2008          | 9.09 |  |
| De flikken tasten in het duister over een mogelijk verband tussen beide verbrande slachtoffers. De zus van de zwerver blijkt een heksenkring te leiden. De vader van het 23-jarige slachtoffer blijkt nogal wat vijanden te hebben waarbij eentje wel erg opvalt.                               |                              |                     |      |  |
| 114 | De plaag (1)                 | 11 mei 2008         | 9.10 |  |
| Een inbraakgolf teistert Gent. De wijk organiseert een burgerwacht die het team niet bepaald goed gezind is. Dan wordt een verdachte opgepakt. Hij is een bekende van John maar wil geen woord lossen. Emma en Michiel beginnen het steeds gezelliger te krijgen tijdens de lange surveillance. |                              |                     |      |  |
| 115 | De plaag (2)                 | 18 mei 2008         | 9.11 |  |
| Cat ontdekt hoe de bende te werk gaat en weet een verkenner op te pakken. Bij een van de ingebroken huizen valt een dode. De bewoner beweert dat de inbrekers waren teruggekeerd en zijn vrouw vermoord hebben.                                                                                 |                              |                     |      |  |
| 116 | Tot op de bodem (1)          | 25 mei 2008         | 9.12 |  |
| Een journalist die volgens zijn redactie in Afghanistan zit wordt meerdere malen door zijn oude moeder als vermist gemeld. De flikken sturen haar naar huis met de melding van de redactie. Dan wordt het lijk van de journalist in het kanaal gevonden.                                        |                              |                     |      |  |
| 117 | Tot op de bodem (2)          | 1 juni 2008         | 9.13 |  |
| Het team zoekt druk naar een motief in zaak van de vermoorde journalist. Het blijkt dat de redactie van meer weet. Het heeft te maken met een niet gepubliceerd artikel over het dumpen van zwaar vervuild afval.                                                                               |                              |                     |      |  |

## Serie 10 (2009)
De flikken zetten hun laatste seizoen in en dat begint voor Emma enorm confronterend. Evenals voor haar man Jan. Michiel wordt dit seizoen zelf verdachte in een moordzaak. Wanneer Emma's dochtertje ontvoerd wordt moet ze de keuze maken die ze vorig seizoen nog voor zich uitschoof: werken als flik, of een rustig gezin. En John werkt aan zijn allerlaatste zaak voor zijn pensioen...
| Aflevering | Titel                    | Uitzenddatum België | Nr.   |  |
| --- | ------------------------ | ------------------- | ----- |  |
| 118 | Verloren zoon (1)        | 15 februari 2009    | 10.01 |  |
| Een man veroorzaakt een aanrijding. Hij belt het alarmnummer en wacht tot de flikken gearriveerd zijn. Wanneer ze om zijn naam vragen weigert hij deze prijs te geven. Al snel blijkt waarom. In zijn kofferbak wordt een grote hoeveelheid illegale medicijnen gevonden. Wanneer op het bureau de bestuurder wordt vastgezet om zijn naam te achterhalen, blijkt het een ex van Emma te zijn. Scenario : Pierre de Clerq |                          |                     |       |  |
| 119 | Verloren zoon (2)        | 22 februari 2009    | 10.02 |  |
| Het huwelijk van Emma verloopt de laatste tijd niet al te goed. De verdachte ex die opnieuw in haar leven opduikt draagt daar bij weinig aan toe. De man is bereid informatie prijs te geven over het drugsnetwerk. Emma heeft een aanpak voor ogen waar hoofdinspecteur Pasmans zich niet in kan vinden. Scenario : Pierre de Clerq |                          |                     |       |  |
| 120 | Uitweg (1)               | 1 maart 2009        | 10.03 |  |
| Een vader brengt zijn zoon geboeid bij de flikken. Zij moeten de zoon laten gaan omdat de vader alleen een verhaal heeft, maar geen bewijzen. Wanneer de flikken het verhaal van de vader natrekken, komt er steeds meer ranzigheid naar boven. Er blijkt een bende actief bij verschillende disco's rond Gent. Scenario : Carl Joos |                          |                     |       |  |
| 121 | Uitweg (2)               | 8 maart 2009        | 10.04 |  |
| De vader wordt meer dood dan levend teruggevonden langs de kant van de weg. Zijn zoon Jeroen en de vriendin van Jeroen zijn spoorloos. De twee hebben informatie die de flikken nodig hebben om de bende op te rollen. De bende dealt in drugs en prostitueert jonge meiden bij verschillende disco's. Scenario : Carl Joos |                          |                     |       |  |
| 122 | Bonnie en Clyde (1)      | 15 maart 2009       | 10.05 |  |
| Op de klein ring van Gent worden een tweetal winkels overvallen. Uit de analyse van de videobeelden blijkt o.a. dat de overvaller bokservaring heeft en met z'n tweeën werkt. Na verder onderzoek dient zich een ongeveer gelijke zaak van negen jaar geleden aan. Op basis hiervan wordt al snel de eerste verdachte gearresteerd. Pasmans leidt het onderzoek. Scenario : Charles de Weerdt |                          |                     |       |  |
| 123 | Bonnie en Clyde (2)      | 22 maart 2009       | 10.06 |  |
| Na de arrestatie van de eerste verdachte blijken de overvallen door te gaan. John heeft Emma gedwongen om een paar dagen vrij te nemen. Tijdens haar verlof doet John toch een beroep op haar diensten voor één kleine klus. Er wordt een grote zoektocht op touw gezet waarbij ook de hulp van Emma nodig is. Het kleine klusje loopt gruwelijk uit de hand wanneer ze in aanraking komt met de overvallers. Scenario : Charles de Weerdt |                          |                     |       |  |
| 124 | Een vrouwelijke kant (1) | 29 maart 2009       | 10.07 |  |
| Na een gezellige avond kan Michiel op de terugweg ternauwernood een overstekende vrouw ontwijken. De volgende morgen wordt daar in de buurt een in coma geslagen fotograaf teruggevonden in zijn auto niet ver van een nachtclub. De vrouw blijkt een voormalig Miss België te zijn. Scenario : Kees Vroege |                          |                     |       |  |
| 125 | Een vrouwelijke kant (2) | 5 april 2009        | 10.08 |  |
| De Miss België wordt dood teruggevonden. Op de plaats delict vindt Michiel de fotocamera van het slachtoffer en houdt dit bewijsmateriaal achter. Haar vriendje, een voetballer van AA Gent, en zijn zakenwaarnemer worden verdacht. Dan verschijnt een grote foto in de krant waarop Michiel en de Miss België het wel erg gezellig hebben. Michiel wordt op non-actief gezet en moet zich melden bij Dienst Intern Toezicht. Scenario : Kees Vroege |                          |                     |       |  |
| 126 | Jeugdzorgen (1)          | 12 april 2009       | 10.09 |  |
| Pasmans wordt benoemd als commissaris en volgt daarmee John op die met pensioen gaat. De laatste twee dagen krijgt John nog een zaak die hij wil oplossen vóór zijn pensioen. Een meisje uit een probleemgezin is als vermist opgeven door haar halfbroer. In dezelfde wijk is een meisje met onherkenbaar gezicht vermoord gevonden. Is zij het vermiste meisje of niet? Scenario : Rik D'hiet Trivia: In deze aflevering wordt een verwijzing gemaakt naar het personage Walter Sibelius uit de televisieserie Vermist. Deze verwijzing wordt gemaakt door John die de Cel Vermiste Personen wilt inlichten over de zaak |                          |                     |       |  |
| 127 | Jeugdzorgen (2)          | 19 april 2009       | 10.10 |  |
| Het team probeert een afscheidsfeestje te organiseren voor John. John probeert er zelf zonder feest tussenuit te knijpen. De zaak van het vermoorde meisje krijgt een wending wanneer de vastgestelde identiteit niet blijkt te kloppen. Michiel gaat weer te vuist en commissaris Pasmans denkt eraan om hem te schorsen. Er verschijnt een oude bekende. Scenario : Rik D'hiet In de slotscène deelt commissaris Wilfried Pasmans taken uit waar het team mee aan het werk gaat. Emma Boon en Raymond Jacobs krijgen een stalker die de kat van zijn ex heeft vermoord, Cat Reyniers en Michiel Dewaele een poging tot brandstichting in een Turkse pitabar en nieuwkomers De Clercq en Provoost krijgen de melding van een ongeluk met vluchtmisdrijf waarbij een jongen van zijn fiets is gereden. Deze zaken zijn, als een soort terugblik op 10 seizoenen Flikken, al eens eerder voorbijgekomen, namelijk in seizoen 1 aflevering 1 (Partners), seizoen 1 aflevering 2 (Lijfwacht) en seizoen 1 aflevering 3 (Lopend vuur). Nieuwkomers De Clerq en Provoost zijn een verwijzing naar de bedenkers van Flikken, Pierre De Clercq en Erwin Provoost. |                          |                     |       |  |